# Mogulriget
Mogulriget var et muslimsk dynasti, som regerede store dele af Det indiske subkontinent fra 1526 til 1857, hvilket primært er nutidens Indien, Pakistan og Bangladesh. Mogulriget var verdens mest velhavende rige med den største økonomi, der stod for cirka 25% af hele verdens BNP i slutningen af 1600-tallet

## Oprindelse
På trods af udtrykket Mogul anses dynastiet ikke for at være af mongolsk oprindelse. Selv om Babur hævdede, at der var et fjernt slægtskab med Djengis Khan fra hans mor side, stammede faderen fra Timur Lenk, som regerede i Samarkand i slutningen af det 14. århundrede og invaderede Indien i 1398.

## Dynastiet
Afslutningen af Timurid-dynastiet i Turkestan er den direkte årsag til, at det såkaldte Mogulrige opstod i Indien, da Babur, drevet fra sit domæne Ferghana ved usbekernes invasion, bosatte sig i Kabul i det nuværende Afghanistan. Da han blev informeret om Ibrahim Lodis vanskeligheder i Delhi, besatte han Lahore i 1524. Baburs sejr i Panipat (i den nuværende delstat Haryana) i 1526 åbnede vejen til Delhi for ham.
I 1739 beordrede persiske Nadir Shah plyndringen af hovedstaden og bragte dens fabelagtige rigdom med sig: guldtroner, overdådige smykker, men også værdifulde kejserlige manuskripter.
Under det Tredje slag ved Panipat i 1761 blev Marathaforbundet, støttet af Frankrig, besejret af det afghanske kavaleri ledet af kejser Ahmad Shâh Durrani.
Ti år efter Panipat, blev et marathastyre i Nordindien genoprettet efter en opstand ledet af den unge Peshwa Madhavrao 1.
For bedre at kunne styre det store emperium, gav Madhavrao de stærkeste prinser retten til et delvist selvstyre og skabte dermed en union af Marathastater. Disse prinser var kendt som Gaekwads fra Baroda, Holkars fra Indore og Malwa, Scindias fra Gwalior og Ujjain, Bhonsales fra Nagpur, Meheres fra Vidharbha, samt Puars fra Dhar og Dewas.
I 1775 greb Det britiske Ostindiske kompagni ind i en familiestrid om arven i Peshwafamiliens besiddelser i Pune. Dette førte til den første krig mellem briterne og Marathastyret. Marathestyret sejrede og forblev herre i området indtil nederlaget i den tredje krig (1817-1818) mellem dem. Dette førte til, at det Ostindiske kompagni blev herre over det meste af Indien.
Fyrstehuset blev afskaffet af Britisk Indien i 1857, fordi den sidste kejser, Bahadur Shah 2. (1837-1857), var nominel leder af Sepoy-oprøret.
Derefter forfaldt riget og ved slutningen af det 18. århundrede var stormogulernes territorium svundet ind til Delhis omegn. 
I 1858 blev Britisk Indien formelt nedlagt, og området lagt under den britiske krone.

## Regenter
| - Grundlæggeren Babur (1526-30) - Humayun (1530-40 og 1555-1556) - Akbar den Store (1556-1603) - Jahangir (1605-27) - Shah Jahan (1627-1658) - Aurangzeb (1658-1707) | - Bahâdur Shâh (1707-1712) - Jahandar Shâh (1712-1713) - Farrukhsiyâr (1713-1719) - Rafi ud-Darajat (1719) - Rafî ud-Daulat (1719) - Nekusiyâr (1719) | - Muhammad Ibrâhâm (1719) - Muhammad Shâh (1719-1748) - Ahmad Shâh Bahâdur (1748-1754) - Azîz ud-Din Âlamgir (1754-1759) - Shah Jahan III (1759-1760) - Shâh Âlam II (1760-1806) - Muhammad Akbar Shâh (1806-1837) - Muhammad Bahâdur Shâh (1837-1857) |